# 阿部奈奈美
阿部 奈奈美（日语： 1972年10月11日—），日本花式滑冰教練與編舞。畢業於三島学園女子高等学校、東北学院大学。

## 經歷
宮城縣仙台市出身。3歳開始接觸溜冰，師從長久保裕，以女子單人滑冰選手的身分活動。高中一年級，首度出賽日本花式溜冰錦標賽，大學四年級再度出賽，大學畢業後(1995年)退役。退役後的奈奈美出演Disney on Ice冰上公演，深受編舞川原莎拉(Sarah Kawahara)的影響，在沒有巡迴演出的日子，她就擔任長久保裕的助手，協助指導與編舞的工作。
2001年11月，奈奈美退出巡迴表演，以仙台為教學基地，從事滑冰教練與編舞的工作，先後為日本花滑選手荒川静香和田村岳斗擔任編舞指導。2004年，作為荒川静香的教練，一同前往美國，學習塔提亞娜·塔拉索娃(Tatiana Anatolyevna Tarasova)、葉甫根尼·普拉托夫(Evgeny Platov)的滑冰技術與演技指導。之後，擔任日本花滑選手羽生結弦的教練，並協助其取得2008/2009年日本青年花式滑冰錦標賽金牌，2009年世界青少年花式滑冰大獎賽總決賽金牌與世界青年花式滑冰錦標賽金牌。
與羽生結弦的教練合約期滿後，開始專注於編舞師的工作，先後擔任高橋大輔選手2012-2013賽季的短曲編舞，世界花樣滑冰團體錦標賽日本隊編舞等工作。2014年負責NHK「花は咲く～羽生結弦Ver.～」的編舞工作。
丈夫吉田年伸原先的工作與花滑毫無關聯，在奈奈美的協助下，自學滑冰鞋的打磨技術，開始為學生調整滑冰鞋。目前在仙台市泉區的仙台溜冰場附近，擁有個人工作室與花滑用品店。目前羽生結弦的訓練基地已移往加拿大，但仍會將溜冰鞋寄至工作室，或在歸國時請吉田先生調整。

## 著作
- もっと深く「知りたい!」フィギュアスケート（東邦出版、2007年）ISBN 9784809406607